# Sini (Italia)
Sini es una localidad italiana de la provincia de Oristán, región de Cerdeña. Tiene una población estimada, a fines de octubre de 2021, de 475 habitantes.

## Evolución demográfica
| Gráfica de evolución demográfica de Sini entre 1861 y 2021 |
|                                                            |
| Fuente ISTAT - elaboración gráfica de Wikipedia            |